# 25091 Sanchez-Claudio
25091 Sanchez-Claudio è un asteroide della fascia principale. Scoperto nel 1998, presenta un'orbita caratterizzata da un semiasse maggiore pari a 2,7571103 UA e da un'eccentricità di 0,1602234, inclinata di 9,07169° rispetto all'eclittica.